# Lagocheirus simplicicornis
Lagocheirus simplicicornis là một loài bọ cánh cứng trong họ Cerambycidae.